# Vicia ervilia
Vicia ervilia (L.) Willd., nota come ervil o vecciola  è una pianta erbacea della famiglia delle Leguminose, diffusa nel bacino del Mediterraneo e in Asia occidentale.
Fra i nomi comuni si citano: bitter vetch in inglese, gavdaneh in persiano, kersannah in arabo, yero in spagnolo, ers in francese, rovi in greco e burçak in turco.

## Distribuzione e habitat
I ceppi selvatici di vecciola sono distribuiti in un'area che comprende l'Europa, l'Egitto, l'Anatolia, la Siria, il Libano e il nord dell'Iraq. Tracce delle prime varietà addomesticate sono state trovate in diversi siti archeologici in Turchia, che hanno rivelato, al metodo del carbonio-14, di risalire al VII e VI millennio a.C.

## Coltivazione
È stata una delle prime colture domesticate. Il valore nutrizionale della vecciola per la nutrizione di ruminanti ha garantito la coltivazione della V. ervilia in Marocco, Spagna e Turchia. La pianta è facile da coltivare e da raccogliere e può essere seminata in terreni alcalini, molto superficiali.

## Usi
Per il consumo umano l'amaro dei semi dev'essere rimosso attraverso la lisciviazione fatta con numerosi cambi di acqua bollente. A causa di questa amarezza, è improbabile che qualcuno possa  accidentalmente confondere la vecciola con le lenticchie rosse. Secondo Zohary and Hopf, solo gli esseri umani delle più povere classi economiche consumano questa coltura, o soltanto in tempi di carestia;
Plinio il Vecchio scrive che la vecciola (ervum) ha delle proprietà medicinali, citando la lettera di Augusto nella quale l'imperatore romano scrisse di aver riacquistato la salute con una dieta a base di vecciola (N.H., 18.38).
La vecciola è un eccellente mangime concentrato per ovini e bovini. È stata tenuta in grande considerazione da parte degli agricoltori nel Vecchio Mondo dall'inizio dell'agricoltura per migliorare il valore nutrizionale di alimenti sfusi.